# Paraguayische Fußballnationalmannschaft (U-17-Juniorinnen)
Die paraguayische U-17-Fußballnationalmannschaft der Frauen repräsentiert Paraguay im internationalen Frauenfußball. Die Nationalmannschaft untersteht der Asociación Paraguaya de Fútbol und wird seit 2018 von Epifania Benítez trainiert.
Die Mannschaft tritt bei der U-17-Südamerikameisterschaft und der U-17-Weltmeisterschaft für Paraguay an. Bislang konnte sich das Team dreimal für eine WM-Endrunde qualifizieren (zuletzt 2016), kam jedoch nie über die Gruppenphase hinaus. Bei der Südamerikameisterschaft erreichte die paraguayische U-17-Auswahl mit drei dritten Plätzen (2008, 2013 und 2016) ihr bisher bestes Ergebnis.

## Turnierbilanz

### Weltmeisterschaft
| Jahr   | Gastgeber           | Platzierung        |
| ------ | ------------------- | ------------------ |
| 2008   | Neuseeland          | Gruppenphase       |
| 2010   | Trinidad und Tobago | nicht qualifiziert |
| 2012   | Aserbaidschan       | nicht qualifiziert |
| 2014   | Costa Rica          | Gruppenphase       |
| 2016   | Jordanien           | Gruppenphase       |
| 2018   | Uruguay             | nicht qualifiziert |
| 2021 1 | Indien 1            | – 1                |
| 2022   | Indien              | nicht qualifiziert |

### Südamerikameisterschaft
| Jahr   | Gastgeber   | Platzierung  |
| ------ | ----------- | ------------ |
| 2008   | Chile       | 3. Platz     |
| 2010   | Brasilien   | 4. Platz     |
| 2012   | Bolivien    | Gruppenphase |
| 2013   | Paraguay    | 3. Platz     |
| 2016   | Venezuela   | 3. Platz     |
| 2018   | Argentinien | Gruppenphase |
| 2020 2 | Uruguay 2   | – 2          |
| 2022   | Uruguay     | 4. Platz     |